# Entomodestes leucotis
Solitário-d'orelhas-brancas ou tordo-de-orelha-branca (Entomodestes leucotis) é uma espécie de ave da família Turdidae.
Pode ser encontrada nos seguintes países: Bolívia e Peru.
Os seus habitats naturais são: regiões subtropicais ou tropicais húmidas de alta altitude.